# Eskilsminne

Lage des Stadtbezirks Eskilsminne in Helsingborg.

Eskilsminne ist ein Stadtteil im Südosten der schwedischen Stadt Helsingborg. Eskilsminne liegt im gleichnamigen, 1.835 Einwohner (Stand 2005) zählenden Stadtbezirk.
Der Name des Stadtteils geht auf den Landwirt Per Eskil zurück. Dieser sah, wie Arbeiter aus der Stadt Ausflüge in die Gegend, wo heute der Stadtteil liegt, unternahmen und vermachte das Land bei seinem Tod per Testament der Stadt, damit diese dort Baugrundstücke für die Arbeiter schaffen konnte. 1908 begann der Verkauf der Landparzellen, woraufhin hier zwischen 1910 und 1920 eine Eigenheimsiedlung entstand.
Von 1941 bis 1943 wurden hier aufgrund von Wohnungsmangel im Rahmen eines Folkhem-Projekts sechzig småstugorna, kleine einfache und funktionelle Häuser mit einer Grundfläche von 11 × 7 m, auf Grundstücken von 650 m² Fläche gebaut. Der Häusertyp wurde vom Architekten Erik Wihlborg entworfen.